# Бурбашский Сардыган
Бурба́шский Сардыга́н (тат. Бөрбаш Сәрдегәне) — деревня в Балтасинском районе Республики Татарстан. Входит в состав Бурбашского сельского поселения.

## География
Деревня расположена на реке Бурец, в 18 км к востоку от посёлка городского типа Балтаси. Абсолютная высота — 131 метр над уровнем моря.

## История
Деревня была основана в XVII веке. В исторических документах упоминается также под названиями Малый Сардык, Сардыган, Байлар Сэрдегэне. В период с XVIII по 1-ю половину XIX века население деревни относилось к категории государственных крестьян. Основные занятия жителей в этот период — земледелие и скотоводство, был распространён валяльный промысел.
Местная мечеть была известна с начала XVIII века, разрушена в 1742 году. Новая мечеть построена в конце XIX века (в советский период спилен минарет, в здании размещался сельский клуб).
В «Списке населённых мест Российской империи», изданном в 1866 году по сведениям 1859 года, населённый пункт упомянут как казённая деревня Малый Сардыган 1-го стана Мамадышского уезда Казанской губернии. Располагалась при речке Буре, по левую сторону почтового тракта из Казани в Мамадыш, в 100 верстах от уездного города Мамадыша и в 28 верстах от становой квартиры во владельческом селе Кукморе (Таишевский Завод). В деревне, в 25 дворе проживали 195 человек (98 мужчин и 97 женщин).
В начале XX века в деревне действовали мечеть, мелочная лавка. В этот период земельный надел сельской общины составлял 696,9 десятины.
Вплоть до 1920 года деревня входила в Ядыгерскую волость Мамадышского уезда Казанской губернии. В период с 1920 года по 10 августа 1930 в составе Мамадышского кантона Татарской АССР. С 10 августа 1930 года по 2 марта 1932 в составе Кукморского района. С 2 марта 1932 года по 1 февраля 1963 года в составе Балтасинского района. В период с 1 февраля 1963 года по 12 января 1965 деревня входила в состав Арского района. С 12 января 1965 года деревня является частью Балтасинского района.
В 1930 году в деревне организован колхоз, с 1966 года в составе совхоза «Балтач», с 2000 года — сельскохозяйственного производственного кооператива «Бурбаш».

## Население
Национальный состав села — татары.
| 1859 | 1897 | 1908 | 1920 | 1926 | 1949 | 1958 | 1979 | 1989 | 2000 | 2002 | 2010 | 2015 |
| ---- | ---- | ---- | ---- | ---- | ---- | ---- | ---- | ---- | ---- | ---- | ---- | ---- |
| 195  | 411  | 482  | 891  | 523  | 397  | 258  | 302  | 257  | 270  | 256  | 265  | 260  |

## Экономика
Жители работают преимущественно в ООО «Бурбаш» (с 2004 г.), занимаются полеводством, мясо-молочным скотоводством.

## Инфраструктура
В Бурбашском Сардыгане имеется начальная школа (с 1925 г.) — детский сад, сельский клуб, фельдшерско-акушерский пункт. Общая площадь жилого фонда деревни — 6,5 тыс. кв. м.
Улицы Бурбашского Сардыгана:
- Г. Гумарова
- Г. Зарипова
- Ф. Галиева
- Ф. Насырова

## Религия
Мечеть (2004 г.).